# Pseudocercospora depazeoides
Pseudocercospora depazeoides is een bladvlekkenziekte die behoort tot de familie Mycosphaerellaceae. Deze necrofiele parasiet komt voor bij houtwallen, singels en landen. Het komt voor op bladeren van de gewone vlier (Sambucus nigra) en de trosvlier (Sambucus racemosa). Het maakt grote bladvlekken met donkere puntjes. De donkere puntjes zijn donkerbruine bundels conidioforen met conidia. De conidia hebben een lengte van 50 tot 100 µm.

## Verspreiding
Het komt voor in Europa en Noord-Amerika. In Nederland komt het uiterst zeldzaam voor. 